# Питто, Альфредо
Альфредо Питто (итал. Alfredo Pitto; 26 мая 1906, Ливорно — 16 октября 1976, Милан) — итальянский футболист, игравший на позиции опорного полузащитника. Бронзовый призёр Олимпийских игр 1928 года.
Выступал, в частности, за «Болонью», с которой стал чемпионом Италии, и «Амброзиана-Интер», а также национальную сборную Италии.

## Клубная карьера
Во взрослом футболе дебютировал в 1921 году выступлениями за команду «Про Ливорно», в которой провел один сезон, приняв участие лишь в 7 матчах чемпионата. В следующем сезоне команда объединилась с командой «Ливорно», к составу которого присоединился и Питто. Сыграл за этот клуб следующие пять сезонов своей игровой карьеры.
Летом 1927 года заключил контракт с «Болоньей», в составе которой провел следующие четыре года своей карьеры. Большинство времени, проведенного в составе «Болоньи», был игроком основного состава команды. За это время завоевал титул чемпиона Италии.
С 1931 году два сезона защищал цвета «Фиорентины». Играя в составе «Фиорентины» также в основном выходил на поле в основном составе.
С 1933 года три сезона защищал цвета клуба «Амброзиана-Интер», создав прочную связку в центре поля с Армандо Кастеллацци. Тренерским штабом нового клуба также рассматривался как игрок «основы».
В течение сезона 1936/37 годов вновь защищал цвета «Ливорно», с которым занял 1 место в Серии Б и вернул команду в Серию А.
Завершил профессиональную игровую карьеру в клубе «Сереньо» из Серии С, за которую выступал на протяжении сезона 1937/38 годов.

## Выступления за сборную
В 1928 году дебютировал в официальных матчах в составе национальной сборной Италии.
В составе сборной был участником футбольного турнира на Олимпийских играх 1928 в Амстердаме, на котором команда завоевала бронзовые награды, сыграл в четырёх матчах турнира.
В течение карьеры в национальной команде, которая длилась 8 лет, провел в форме главной команды страны 29 матчей, забив 2 гола.
Умер 16 октября 1976 года на 71-м году жизни в Милане.

## Титулы и достижения
- Чемпион Италии:

«Болонья»: 1928/29
- Обладатель Кубка Центральной Европы (2):

Италия : 1927-1930, 1933-1935